# Маска позора

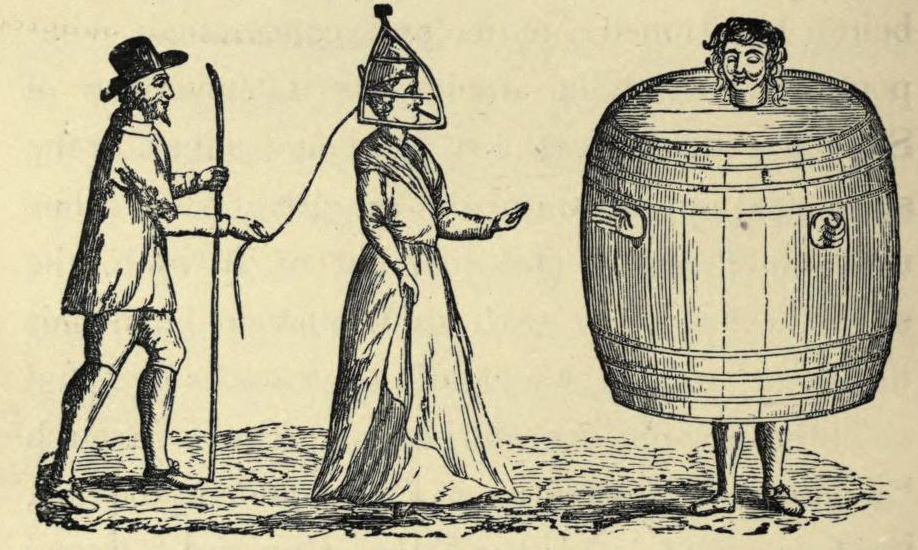
Средневековое изображение женщины в маске позора (в центре)

Маска позора (англ. Scold’s bridle) — орудие пыток, изобретённое в XVI веке в Великобритании.

## Применение
Первоначально маску позора надевали на сварливых жён, на женщин, уличённых в проявлении грубости в общественном месте. Маска представляла собой металлическую конструкцию, надевавшуюся и закреплявшуюся на голове. В лицевой части конструкции находился острый металлический кляп, который, при попытке говорить, серьёзно ранил язык и губы наказанной, так что говорить в такой маске фактически не представлялось возможным.

## Маска для пытки водой
Также широко известна ещё одна разновидность маски позора, применявшаяся инквизицией для получения от жертв необходимых сведений и для мучительной казни еретиков. Этот вид пытки широко известен как пытка водой. Данный тип маски представлял собой металлическую конструкцию, надеваемую на голову и полностью закрывавшую лицо жертвы, оставляя лишь отверстия для глаз (чтобы жертва могла всё видеть) и удлинённое отверстие для залива воды непосредственно в рот жертвы. С внешней стороны это отверстие выглядело как воронка, на внутренней же поверхности маски находилась трубка, которая при надевании маски на лицо жертвы вставлялась жертве в рот и исключала возможность жертвы закрыть рот и блокировать тем самым поток воды, направляемый через трубку.